# Tratado de Constantinopla (1832)

Mapa del territorio inicial del Reino de Grecia establecido en 1932 (azul oscuro).

El Tratado de Constantinopla fue el resultado de la conferencia de Constantinopla celebrada en febrero de 1832 entre las grandes potencias de la época: (Reino Unido de Gran Bretaña e Irlanda, Francia y Rusia) y el Imperio otomano. Esta conferencia se produjo tras la renuncia de Leopoldo I de Bélgica a ocupar el trono de Grecia, que recayó en Otón I.
Este tratado puso fin a la guerra de independencia griega y sentó las bases de un reino griego independiente.
Los griegos recibían además la zona de Lamía.